# Centrum för epidemiologi och samhällsmedicin
Centrum för epidemiologi och samhällsmedicin (CES) är samarbete mellan Stockholms läns sjukvårdsområde (SLSO) och Karolinska institutet. CES är huvudsakligen kunskapsorganisation men driver även klientnära tjänster som den svenska Alkohollinjen och Sluta-röka-linjen.